# Centro Tecnológico da Universidade Federal de Santa Catarina
O Centro Tecnológico (CTC) é uma centro de ensino, pesquisa e extensão da Universidade Federal de Santa Catarina, com sede na cidade de Florianópolis, cujas atividades científicas abrangem várias áreas de engenharias e arquitetura.

## Departamentos
Atualmente, o CTC conta com dez departamentos:
- Arquitetura e Urbanismo (ARQ);
- Automação e Sistemas (DAS);
- Engenharia Civil (ECV);

- Engenharia de Produção e Sistemas (EPS);
- Engenharia do Conhecimento (EGC);
- Engenharia Elétrica e Electronica (EEL);
- Engenharia Mecânica e Engenharia de Materiais (EMC);
- Engenharia Química e Engenharia de Alimentos (EQA);
- Engenharia Sanitária e Engenharia Ambiental (ESA);
- Informática e Estatística (INE).